# Johannes Starosta
Johann(es) „Micky“ Starosta (* 5. April 1912 in Wattenscheid; † 11. April 1995 in Köln) war ein deutscher Jockey im Galoppsport. Er erreichte 1320 Siege, darunter einen Sieg im Deutschen Derby 1965 auf Waidwerk.

## Werdegang
Micky Starosta absolvierte seine Ausbildung zum Jockey in Hoppegarten beim Trainer Joachim von Eckartsberg von 1928-1933.
In seinem vierten Lehrjahr gewann er 1932 fast das Jockey-Championat, wurde aber auf Grund eines Unfalls nur Zweiter. Er gehört zu den erfolgreichen Reitern, die niemals das Championat gewinnen konnten. In seinen späteren Jahren ritt er für die Gestüte Röttgen und Ravensberg.

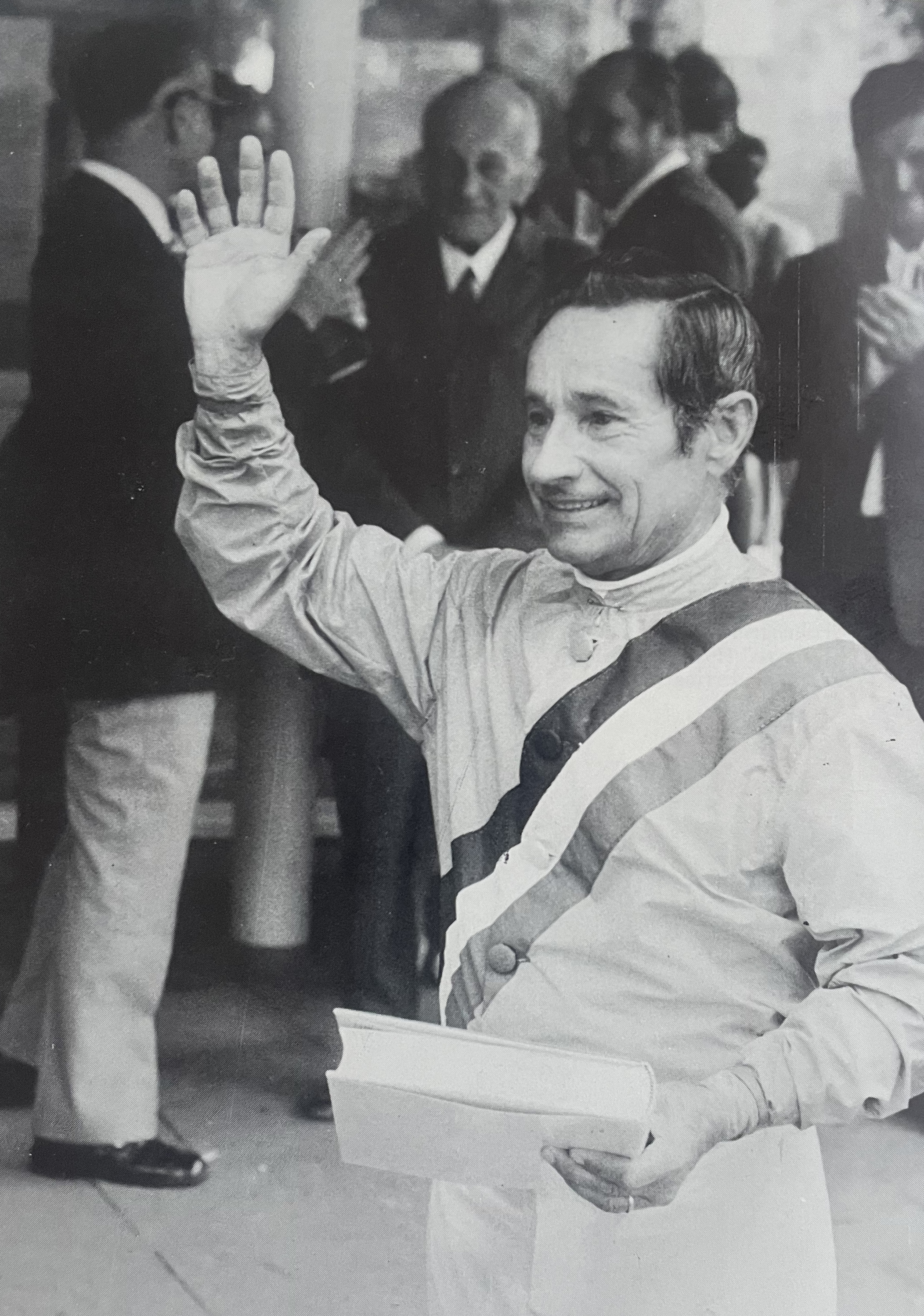
Ehrung zu seinem 1300. Sieg.

Neben dem Deutschen Derby gewann er viele namhafte Gruppenrennen. Er ist Rekordhalter mit sechs Siegen beim Gerling-Preis und gewann dreimal den Preis der Diana. Mit seinen 1320 Siegen gehört er zum Club der 1000, die mehr als 1000 Siege als Jockey erzielen konnten.
Nach Beendigung seiner Karriere schrieb er über seine Erlebnisse als Jockey das Buch:
- … Und mein Pferd hat gelacht: mein Leben mit Rennpferden. L. B. Ahnert-Verlag, 1977, ISBN 978-3-921142-08-0.

Starosta verstarb 1995 wenige Tage nach seinem 83. Geburtstag. Seine Grabstätte befindet sich im Ehrenfelder Teil des Kölner Melaten-Friedhofs (Flur  E19 Nr. 114).